# Тена
Тена (итал. Tenna) је насеље у Италији у округу Тренто, региону Трентино-Јужни Тирол.
Према процени из 2011. у насељу је живело 845 становника. Насеље се налази на надморској висини од 554 м.

## Становништво
Према резултатима пописа становништва 2011. у општини је живело 955 становника.
| 1931. | 1936. | 1951. | 1961. | 1971. | 1981. | 1991. | 2001. | 2011. |
| ----- | ----- | ----- | ----- | ----- | ----- | ----- | ----- | ----- |
| 741   | 733   | 677   | 648   | 602   | 653   | 723   | 850   | 955   |